# کانال غذا (شبکه تلویزیونی اسرائیلی)
کانال غذا یک کانال اسرائیلی است که متعلق به Cloud of Food and Nutrition است و برنامه‌هایی از دوره‌ها و کارگاه‌های آشپزی را پخش می‌کند. این شبکه از کانال ۲۸ در ماهواره آموس در پکیج یس و در کانال ۳۸ در سیستم کابل هات پخش می‌شود.